# Allen Yancy
Allen Yancy était le vice-président de la République libérienne de 1928 à 1930 sous la présidence de Charles D. B. King. Il dut démissionner en 1930 du fait de son implication dans une affaire de mise en travaux forcés des populations autochtones dans les plantations de caoutchouc de la firme Firestone.